# Crematogaster schmidti
Crematogaster schmidti — вид мурашок підродини мирміцин (Myrmicinae).

## Поширення
Вид поширений на південному сході Європи та у Західній Азії. Трапляється у Болгарії, Греції, Північній Македонії, Словенії, Чорногорії, Ірані, Україні, Вірменії, Грузії, Туреччині, Туркменістані (гори Копетдаг). В Україні зареєстрований у Криму.

## Опис
Робочі особини завдовжки 3-5 мм, самиці — 8-10 мм, самці — 3-4 мм. Голова і спина робітників червоні або бордові, черевце чорне. Самиці повністю чорні. У захисній позі піднімають черевце вертикально або заводять за спину, нагадуючи дрібних скорпіонів.

## Спосіб життя
Мурашники будують у гнилій деревині і під корою старих пнів, під камінням, на деревах. Колонія складається з 5-10 тис. особин. Активні круглодобово з травня по вересень. Всеїдні. Розводять попелиць, кокцид, мають коменсальні зв'язки з гусеницями деяких метеликів. При небезпеці досить агресивні, кусають щелепами нападника.